# بنيامين رايش
بنيامين رايش (بالألمانية: Benjamin Raich)، من مواليد 28 فبراير 1978، هو بطل العالم للتزلج على المنحدرات ورياضي التزلج على الثلوج النمساوي، حقق ميداليتين ذهبيتين وفضيتين في دورة الألعاب الأولمبية الشتوية.